# Dystasia bella
Dystasia bella es una especie de escarabajo longicornio del género Dystasia, familia Cerambycidae. Fue descrita científicamente por Breuning en 1940.
Habita en India. Los machos y las hembras miden aproximadamente 7 mm.